# SS501 스페셜 앨범
《SS501 스페셜 앨범》은 SS501의 음반이다. DSP 엔터테인먼트가 기획하였고, 엠넷미디어가 배급한다.

## 수록곡
1. Want It
2. U R Man
3. The One
4. 사랑인거죠 (허영생 solo)
5. Never Let You Go (김규종 solo)
6. I Am (김형준 solo)